# Mabopane
Mabopane is een plaats in de Zuid-Afrikaanse provincie Gauteng.
Mabopane telt ongeveer 111.000 inwoners.

## Subplaatsen
Het nationaal instituut voor de statistiek, Stats SA, deelt sinds de census 2011 deze hoofdplaats in in 19 zogenaamde subplaatsen (sub place), waarvan de grootste zijn:
Mabopane A • Mabopane M • Mabopane Unit B • Mabopane X.